# Дъбравите
Дъбравите е село в Южна България. То се намира в община Белово, област Пазарджик.

## География
Село Дъбравите се намира в планински район.
Селото е разположено на 2 км източно от Белово в северните склонове на Средна Гора.
Добри условия за животновъдство, овощарство и лозарство. В селото се отглежда местна лоза на базата на донесена от Алжир лоза – „теряз“. Гроздето (предимно памид) от село Габровица частично се изкупува от винарската кооперация в село Ветрен. Местният сорт „теряз“ е на изчезване – ползва се само в домакинствата за производство на вино и изваряване на ракия. Виното „теряз“ би могло да конкурира с успех червените сухи вина от внесени сортове грозде като „Мерло“ и „Каберне“.
В околностите на селото има множество непроучени останки на древни тракийски селища, както на средновековни български крепости и военни постове по древния римски и по-късно средновековен път „Виа Милитарис“ – „Райчова могила“, „Връа“, „Калето“.
Има оформена вилна зона. На около 2 часа пеша от селото имахижен комплекс „Чапаеви коти“, състоящ се от 3 бунгала. Зле поддържан поради заличаването му през 2003 г. от списъка на историческите места. От „Чапаеви коти“ за около 30 минути пеша може да се стигне до хижа „Траянови врата“.
Пощенски код: 4472; Телефонен код: 03581;
Селото е с асфалтирани улици приблизително 90 – 95%. Канализация – 80 – 90%. Възможност за станционарни телефони-100%.

## История
През XVII и началото на XVIII век зачестило преминаването на турски войски през село Момина клисура /Област Пазарджик/, разположено по поречието на река Марица, едновременно с това започнали и нападения на кърджалийски банди. Това подтикнало част от населението на селото да търси спасение в кошарите североизточно от Момина клисура, в склоновете на Средна гора, в местностите Локовите, Бръчината и Луковец, където пазели храната за овцете. Така възникнало село Дъбравите в края на XVII и началото на XVIII век.
Родовата анкета, която прави Иван Батаклиев през 1932 година на населението на село Момина клисура, изтъква следните родове – Гушльовци, Паничарови, Цоклинови, Бучеви. Същите родове съществуват и в с. Дъбравите. Историята на един от родовете, разказана през 1970 г. от 86-годишния Мино Добрев звучи така: „Аз помня дядо си Мино Паничаров, който пръв от Паничарови се заселва в Дъбравите. Той се преселва заедно с жена си Стания и двете им деца Гроздан и Иван, а по-късно се ражда моят баща Добри и още шест дъщери.“
Първото име на селото е Кошарите. До осемдесетте години на XIX век възрастните хора от тракийските села, където нашите прадеди продавали сирене и вълна назовават селото ни с името Кошарите. Това име селото носи до 1890 г. В общинския регисър е записано „Иван Христов роден в 1900 год в с. Дъбравите“
Това име е дадено от жителите на с. Момина Клисура, които всеки ден ходели при овцете си на Кошарите.
На въпроса „Къде отиваш?“ те отговаряли „Тръгнал съм до бравите“ /брав-животно, една глава добитък; в мн. ч бравите/. Така възниква новото име на селото. От 1927 г. в общинския регистър селото се споменава като Добравите и Дъбравите. В следващата 1928/29 г. вече се използва само формата Дъбравите.
Запазени са спомени за две кърджалийски нападения. Първият път нападението станало по обяд. Кърджалийкият главатар се казвал Тосун, той бил „нисък, врата му бил къс и дебел, едноок“. Българите го наричали едноокия чергар. Бандата му успяла да отмъкне доста злато от селото – нанизите на невестите и огърлиците на момите. Второто нападение Тосун извършил през нощта. Дъбравченци, организирани от овчаря Петър отблъснали кърджалиите, но те успели да запалят Гушльовата махала и да отвлекат момъка Гено Гушлев, който по-късно освободили срещу откуп. От времето на владичеството останал и спомена за Щрабан войвода.
Училище в селото било създадено около 1893 г. /по спомени на Методи Христов – пръв учител в селото. Читалището е основано на 12 декември 1938 г.
При избухването на Балканската война в 1912 година 1 човек от селото е доброволец в Македоно-одринското опълчение.
основният поминък на населението в миналото е животновъдство, а още през Възраждането голяма част от населението постъпва на работа в железницата, като хамали на гара Белово.
В селото е запазена автентична духовна култура. Ето един пример:
Вино пият трийсет ергени
вино пият сговор се говорят
На среща им Севдалина мома
вино пият се в нея гледат.
А тя си им по тихом говори:
— Пийте, яжте трийсет ергене,
пийте, яжте и мене не гледайте
та я нема всички ви да взема.
Я ша зема един от вазека,
що не пие вино и ракия,
що не яде бела медовина,
що му дрънка саат у пазови,
що му пее славей у папуци
що му игра видра у колене!
Песента е записана през 1970 г.

## Личности
Родени в Дъбравите
- Александър Пипонков (Чапай) (1920 – 1944), български партизанин